# Smoke (film)
(Paul (William Hurt) a Rashid (Harold Perrineau), in riferimento alla vicenda di Bachtin)
Smoke è un film del 1995 diretto da Wayne Wang, scritto e co-diretto da Paul Auster,  basato sul racconto di quest'ultimo Il racconto di Natale di Auggie Wren, pubblicato sul New York Times nel 1990. Nello stesso anno è stato realizzato un seguito del film, Blue in the Face, scritto e diretto da Paul Auster. Quello assegnato a Harvey Keitel è stato l'ultimo David di Donatello al miglior attore straniero.

## Trama
Brooklyn. Lo scrittore Paul Benjamin, dopo la morte della moglie, non riesce più a scrivere. Un giorno, mentre attraversa la strada, sta per essere investito da un camion, ma viene salvato da Rashid, un giovane ragazzo di colore scappato da casa. Per sdebitarsi, Paul lo accoglie nella sua casa per qualche giorno e, grazie a lui, col tempo scopre in sé la forza per ricominciare a raccontare e quindi a vivere. Auggie Wren, gestore di una tabaccheria, scopre da Ruby, sua ex compagna, di essere il padre di una ragazza incinta che è diventata tossicomane e fa quindi il possibile per liberarla dal suo stato, ma con pochi risultati. Rashid, il cui vero nome è Thomas, si ricongiunge col padre, che non vedeva da quando l'aveva abbandonato dopo aver causato la morte della madre in un incidente stradale, incidente nel quale l'uomo aveva perso anche il braccio sinistro.
Paul viene incaricato dal New York Times di scrivere un racconto da pubblicare il giorno di Natale; il suo amico Auggie allora gli racconta la commovente storia su come abbia tenuto compagnia ad un'anziana non vedente il giorno di Natale del 1976. Un uomo ruba nella tabaccheria di Auggie delle riviste pornografiche e si dà alla fuga: Auggie lo rincorre, senza successo, ma il ladro perde il portafoglio e in questo modo Auggie può risalire a lui e denunciarlo; dopo aver visto le sue fotografie decide però di lasciare stare. Il giorno di Natale Auggie si ritrova solo. Decide quindi di andare a restituire il portafoglio al ragazzo, ma in casa sua trova solo una anziana nera cieca, che lo abbraccia scambiandolo per suo nipote. Auggie sta al gioco e rimane con lei e i due pranzano insieme. Dopo il pranzo Auggie va in bagno e lì trova una serie di macchine fotografiche: ne ruba una e quando torna in cucina trova l'anziana signora addormentata. Auggie lava i piatti, lascia il portafoglio del nipote e se ne va.

## Produzione
- Il nome del personaggio di William Hurt, Paul Benjamin, è un riferimento allo scrittore Paul Auster, sceneggiatore e co-regista del film, il cui secondo nome di battesimo è proprio Benjamin: Paul Benjamin Auster.
- Harold Perrineau è più giovane di soli due anni rispetto a Forest Whitaker, che nel film interpreta suo padre.
- La storia che racconta il personaggio di William Hurt e parla del figlio che ha trovato il corpo del padre morto congelato su una montagna è la stessa storia che Paul Auster usa nel romanzo Trilogia di New York.
- I titoli di coda del film sono preceduti dalla rappresentazione in bianco e nero della storia raccontata da Auggie a Paul con in sottofondo Innocent When You Dream di Tom Waits.
- Il personaggio di Augustus "Auggie" Wren è stato creato sul modello della vera storia del proprietario del Augie's Jazz Bar, che venne chiuso nel 1998. Quando l'attività venne ripresa nel 1999, i nuovi proprietari non poterono mantenere il nome dell'ex stabilimento. Per onorare la sua eredità, diedero il nome al nuovo club sul modello del film del 1995.[1][2][3]
- Il sequel è stato realizzato utilizzando le scene improvvisate e non utilizzate durante la produzione di Smoke.

## Distribuzione
In Italia è uscito il 16 novembre 1995, ed è stato trasmesso per la prima volta in chiaro il 13 luglio 1999 su Rai 2.

## Accoglienza

### Incassi
Il film mantiene una media del 93% su Rotten Tomatoes. Con un budget stimato sui $7.000.000, il film ha incassato $8.349.430 negli Stati Uniti e circa 30 milioni di dollari all'estero, per un totale di 38 milioni di dollari.

## Promozione
(tagline del film)

## Sequel
Nello stesso anno è stato realizzato un seguito del film, Blue in the Face, scritto e diretto da Paul Auster.

## Riconoscimenti
- 1995 - Festival di Berlino
  - Orso d'argento, gran premio della giuria a Harvey Keitel e Wayne Wang
  - Nomination Orso d'oro a Wayne Wang e Paul Auster (non accreditato)
- 1996 - Independent Spirit Awards
  - Miglior sceneggiatura d'esordio a Paul Auster
  - Nomination Miglior attore non protagonista a Harold Perrineau
- 1996 - Screen Actors Guild Award
  - Nomination Migliore attrice non protagonista a Stockard Channing
- 1996 - Premio César
  - Nomination Miglior film straniero a Wayne Wang e Paul Auster
- 1996 - David di Donatello
  - Miglior attore straniero a Harvey Keitel
  - Nomination Miglior film straniero a Wayne Wang e Paul Auster (non accreditato)
- 1996 - Nastro d'argento
  - Nomination Regista del miglior film straniero a Wayne Wang e Paul Auster
- 1995 - Festival del film Locarno
  - Prix du Public a Wayne Wang e Paul Auster (non accreditato)
- 1995 - National Board of Review of Motion Pictures
  - Migliori dieci film
- 1996 - Premio Robert
  - Miglior film straniero a Wayne Wang e Paul Auster (non accreditato)
- 1996 - Premio Bodil
  - Miglior film statunitense a Wayne Wang e Paul Auster
- 1996 - Southeastern Film Critics Association Awards
  - Nomination Migliori dieci film
- 1996 - Chlotrudis Society for Independent Film
  - Nomination Miglior attore protagonista a Harvey Keitel
- 1996 - MTV Movie Awards
  - Miglior sandwich al The Ham & Cheese Sandwich
- 1996 - Deutscher Filmpreis
  - Lola al miglior film straniero a Wayne Wang e Paul Auster (non accreditato)
- 1998 - Argentine Film Critics Association
  - Condor d'argento al miglior film straniero a Wayne Wang e Paul Auster (non accreditato)